# 申川油田
申川油田（さるかわゆでん）は、秋田県男鹿市（旧若美町）の海岸線沿いに存在する油田、ガス田。現在までに、100本以上の井戸が掘られている。

## 概要
1958年、石油資源開発による試掘が成功し生産が開始された。生産量は1970年代にピークを迎えたが、水や二酸化炭素を貯油層へ注入して油の回収率を高める技術（EOR）により、2003年現在も日産85キロリットルが生産されている。
産出された原油は、近隣の男鹿線脇本駅までパイプライン輸送により送られた後、貨物列車で輸送されていたが、2001年にタンクローリーによる輸送に切り替えられている。